# Super League 2007/08 (Griechenland)
Die Super League 2007/08 war die 72. Spielzeit der höchsten griechischen Spielklasse im Männerfußball sowie die zweite Austragung unter dem Namen Super League. Die Saison fand vom 1. September 2007 bis 14. Mai 2008 statt. Olympiakos Piräus wurde Meister, Panathinaikos Athen sicherte sich durch den Sieg in den Playoffs den zweiten Startplatz in der Champions League.

## Vereine
| Verein               | Wappen           | Ort          | Stadion                  | Kapazität |
| -------------------- | ---------------- | ------------ | ------------------------ | --------- |
| AEK Athen            | AEK              | Athen        | Olympiastadion Athen     | 71.030    |
| Apollon Kalamarias   |                  | Thessaloniki | Stadion Kalamarias       | 07.000    |
| Aris Thessaloniki    |                  | Thessaloniki | Kleanthis Vikelidis      | 23.220    |
| Asteras Tripolis     | Asteras Tripolis | Tripoli      | Stadion Asteras Tripolis | 07.717    |
| Atromitos Athen      | Atromitos        | Peristeri    | Peristeri-Stadion        | 10.200    |
| Lyttos Ergotelis     |                  | Iraklio      | Pankritio Stadio         | 26.400    |
| Iraklis Thessaloniki | Iraklis          | Thessaloniki | Kaftanzoglio-Stadion     | 28.000    |
| AE Larisa            | Larisa           | Larisa       | Alkazar-Stadion          | 13.108    |
| Levadiakos           | Levadiakos       | Livadia      | Stadio Livadias          | 05.915    |
| OFI Kreta            | OFI              | Iraklio      | Pankritio Stadio         | 26.400    |
| Olympiakos Piräus    | Olympiakos       | Piräus       | Karaiskakis-Stadion      | 33.334    |
| Panathinaikos Athen  | Panathinaikos    | Athen        | Olympiastadion Athen     | 71.030    |
| Panionios Athen      | Panionios        | Athen        | Nea Smyrni               | 11.700    |
| PAOK Thessaloniki    | PAOK             | Thessaloniki | Stadio Toumpas           | 28.701    |
| Veria FC             | Veria FC         | Veria        | Veria-Stadion            | 07.000    |
| Skoda Xanthi         | Xanthi           | Xanthi       | Skoda-Xanthi-Stadion     | 07.500    |

## Hauptrunde

### Tabelle
| Pl. | Verein                | Sp. | S  | U  | N  | Tore    | Diff. | Punkte |
| --- | --------------------- | --- | -- | -- | -- | ------- | ----- | ------ |
| 1.  | Olympiakos Piräus (M) | 30  | 21 | 7  | 2  | 058:230 | +35   | 70     |
| 2.  | AEK Athen             | 30  | 22 | 2  | 6  | 065:170 | +48   | 68     |
| 3.  | Panathinaikos Athen   | 30  | 20 | 6  | 4  | 044:180 | +26   | 66     |
| 4.  | Aris Thessaloniki     | 30  | 14 | 8  | 8  | 033:200 | +13   | 50     |
| 5.  | Panionios Athen       | 30  | 13 | 6  | 11 | 039:420 | −3    | 45     |
| 6.  | AE Larisa (P)         | 30  | 11 | 12 | 7  | 035:300 | +5    | 45     |
| 7.  | Asteras Tripolis (N)  | 30  | 11 | 11 | 8  | 028:240 | +4    | 44     |
| 8.  | Skoda Xanthi          | 30  | 10 | 6  | 14 | 033:390 | −6    | 36     |
| 9.  | PAOK Thessaloniki     | 30  | 10 | 5  | 15 | 029:350 | −6    | 35     |
| 10. | Iraklis Thessaloniki  | 30  | 8  | 11 | 11 | 028:340 | −6    | 35     |
| 11. | Levadiakos (N)        | 30  | 10 | 3  | 17 | 031:510 | −20   | 33     |
| 12. | OFI Kreta             | 30  | 9  | 5  | 16 | 039:490 | −10   | 32     |
| 13. | Ergotelis             | 30  | 7  | 9  | 14 | 028:420 | −14   | 30     |
| 14. | Atromitos Athen       | 30  | 8  | 5  | 17 | 023:360 | −13   | 29     |
| 15. | Veria FC (N)          | 30  | 5  | 8  | 17 | 021:440 | −23   | 23     |
| 16. | Apollon Kalamarias 1  | 30  | 5  | 8  | 17 | 057:360 | +21   | 22     |

Platzierungskriterien: 1. Punkte – 2. Direkter Vergleich (Punkte, Tordifferenz, geschossene Tore) – 3. Tordifferenz – 4. geschossene Tore

| (M) | amtierender griechischer Meister     |
| (P) | amtierender griechischer Pokalsieger |
| (N) | Neuaufsteiger aus der Beta Ethniki   |

### Kreuztabelle
Die Kreuztabelle stellt die Ergebnisse aller Spiele dieser Vorrunde dar. Die Heimmannschaft ist in der ersten Spalte aufgelistet, die Gastmannschaft in der obersten Reihe. Die Ergebnisse sind immer aus Sicht der Heimmannschaft angegeben.
Die Kreuztabelle stellt die Ergebnisse aller Spiele dieser Vorrunde dar. Die Heimmannschaft ist in der ersten Spalte aufgelistet, die Gastmannschaft in der obersten Reihe. Die Ergebnisse sind immer aus Sicht der Heimmannschaft angegeben.
| 2007/08 | 2007/08              | Olympiakos | AEK | Panathinaikos |     | Panionios | AE Larisa | Asteras | Xanthi | PAOK | Iraklis | Levadiakos | OFI | ERG | Atromitos | Veria FC | KAL |
| 1.      | Olympiakos Piräus    |            | 1:0 | 1:1           | 2:0 | 2:1       | 4:1       | 1:1     | 2:1    | 2:1  | 3:1     | 4:0        | 6:2 | 1:0 | 2:0       | 1:0      | 1:0 |
| 2.      | AEK Athen            | 4:0        |     | 1:1           | 1:1 | 1:0       | 2:3       | 2:0     | 3:0    | 2:0  | 1:2     | 3:0        | 4:0 | 3:1 | 2:0       | 5:1      | 4:0 |
| 3.      | Panathinaikos Athen  | 0:0        | 2:1 |               | 1:0 | 2:0       | 2:1       | 2:0     | 0:0    | 2:0  | 1:1     | 1:0        | 3:1 | 1:0 | 2:0       | 1:0      | 1:0 |
| 4.      | Aris Thessaloniki    | 1:1        | 0:1 | 0:1           |     | 1:1       | 0:0       | 2:0     | 2:0    | 3:1  | 2:2     | 1:0        | 2:0 | 2:0 | 2:0       | 1:0      | 2:2 |
| 5.      | Panionios Athen      | 0:0        | 1:0 | 2:2           | 1:0 |           | 1:0       | 1:1     | 0:0    | 4:3  | 1:0     | 3:3        | 5:1 | 3:2 | 2:0       | 1:1      | 2:1 |
| 6.      | AE Larisa            | 0:4        | 0:3 | 1:0           | 0:3 | 3:1       |           | 4:1     | 3:2    | 0:0  | 1:1     | 2:0        | 1:3 | 2:1 | 2:1       | 2:2      | 2:1 |
| 7.      | Asteras Tripolis     | 1:0        | 2:1 | 1:0           | 0:0 | 0:1       | 1:0       |         | 0:0    | 2:0  | 0:0     | 1:2        | 1:1 | 1:1 | 1:0       | 2:0      | 1:1 |
| 8.      | Skoda Xanthi         | 1:4        | 0:1 | 3:2           | 0:2 | 1:1       | 1:2       | 2:0     |        | 1:0  | 0:3     | 4:1        | 1:0 | 1:0 | 0:1       | 2:0      | 6:1 |
| 9.      | PAOK Thessaloniki    | 1:1        | 0:4 | 0:1           | 3:0 | 1:0       | 3:1       | 0:1     | 0:1    |      | 3:0     | 1:0        | 2:2 | 1:0 | 1:0       | 2:0      | 4:1 |
| 10.     | Iraklis Thessaloniki | 1:2        | 0:1 | 0:1           | 0:2 | 1:1       | 1:0       | 0:0     | 1:1    | 1:0  |         | 1:0        | 1:0 | 0:1 | 1:1       | 1:1      | 5:2 |
| 11.     | Levadiakos           | 1:3        | 0:4 | 0:4           | 2:0 | 0:1       | 1:0       | 0:0     | 2:1    | 2:0  | 3:0     |            | 0:3 | 0:0 | 2:1       | 5:3      | 2:0 |
| 12.     | OFI Kreta            | 0:1        | 1:4 | 4:1           | 0:1 | 0:0       | 1:2       | 0:3     | 2:0    | 2:0  | 2:0     | 1:2        |     | 4:1 | 0:1       | 3:0      | 3:2 |
| 13.     | Ergotelis            | 3:3        | 1:4 | 0:3           | 0:1 | 0:0       | 1:1       | 0:3     | 2:0    | 2:0  | 1:0     | 2:1        | 1:1 |     | 0:0       | 2:0      | 2:2 |
| 14.     | Atromitos Athen      | 1:3        | 0:1 | 0:1           | 1:2 | 2:0       | 0:2       | 0:2     | 2:3    | 0:0  | 1:1     | 2:1        | 1:0 | 1:2 |           | 1:0      | 3:0 |
| 15.     | Veria FC             | 0:1        | 0:1 | 0:2           | 1:0 | 1:0       | 1:1       | 1:0     | 1:1    | 0:0  | 1:2     | 3:1        | 2:1 | 1:1 | 1:1       |          | 0:2 |
| 16.     | Apollon Kalamarias   | 0:3 2      | 0:1 | 1:3           | 0:0 | 1:1       | 0:2       | 2:2     | 1:0    | 0:2  | 1:1     | 2:0        | 1:1 | 2:1 | 0:2       | 1:0      |     |

## Play-offs
Die Teams, die sich am Ende der laufenden Saison auf den Plätzen zwei bis fünf wiederfinden, spielten in den sogenannten Play-offs, einem Mini-Ausscheidungsturnier, um die europäischen Startplätze. Dabei erhielt der Zweite der regulären Saison acht Punkte gutgeschrieben, der dritte sieben, der vierte zwei und der fünfte keinen. Dem Sieger der Playoffs ist die Teilnahme an der 2. Qualifikationsrunde der UEFA Champions League sicher. Der Zweite und Dritte qualifizierte sich für die 2. Ausscheidungsrunde des UEFA Cups. Der Viertplatzierte nahm an der zweiten Runde des UEFA Intertoto Cups teil.

### Tabelle
| Pl. | Verein              | Sp. | S | U | N | Tore    | Diff. | Punkte | Bonus | Gesamt |
| --- | ------------------- | --- | - | - | - | ------- | ----- | ------ | ----- | ------ |
| 1.  | Panathinaikos Athen | 6   | 4 | 2 | 0 | 014:500 | +9    | 14     | 7     | 21     |
| 2.  | AEK Athen           | 6   | 2 | 2 | 2 | 010:110 | −1    | 08     | 8     | 16     |
| 3.  | Aris Thessaloniki   | 6   | 1 | 2 | 3 | 009:900 | ±0    | 05     | 2     | 7      |
| 4.  | PAOK Thessaloniki   | 6   | 1 | 2 | 3 | 007:150 | −8    | 05     | 0     | 5      |

### Kreuztabelle
| 2007/08             | Panathinaikos | AEK |     | Panionios |
| Panathinaikos Athen |               | 4:1 | 3:1 | 3:0       |
| AEK Athen           | 1:1           |     | 1:0 | 5:0       |
| Aris Thessaloniki   | 1:1           | 4:0 |     | 3:3       |
| Panionios Athen     | 1:2           | 2:2 | 1:0 |           |

## Torschützenliste
| Pl. | Nat.         | Spieler               | Verein              | Tore |
| --- | ------------ | --------------------- | ------------------- | ---- |
| 1.  | Argentinien  | Ismael Blanco         | AEK Athen           | 19   |
| 2.  | Serbien      | Darko Kovačević       | Olympiakos Piräus   | 17   |
| 3.  | Griechenland | Dimitrios Salpingidis | Panathinaikos Athen | 15   |
| 4.  | Kanada       | Tomasz Radziński      | Skoda Xanthi        | 14   |
| 4.  | Algerien     | Rafik Djebbour        | Panionios Athen     | 14   |

## Die Meistermannschaft von Olympiakos Piräus
(berücksichtigt wurden Spieler mit mindestens drei Einsätzen; in Klammern sind die Spiele und Tore angegeben)
| 1.                | Olympiakos Piräus |
| ----------------- | --- |
| Olympiakos Piräus | - Tor: Antonios Nikopolidis (29/-) - Abwehr: Paraskevas Antzas (22/1), Raúl Bravo (7/-), Júlio César (18/4), Didier Domi (3/-), Leonardo (11/-), Anastasios Pantos (19/-), Kyriakos Papadopoulos (3/-), Vasilios Torosidis (26/1), Michał Żewłakow (21/1) - Mittelfeld: Rodrigo Archubi (4/-), Fernando Belluschi (11/1), Predrag Đorđević (28/10), Georgios Katsikogiannis (4/-), Cristian Ledesma (18/-), Lomana LuaLua (21/5), Konstantinos Mendrinos (14/-), Marco Né (3/-), Christos Patsatzoglou (20/1), Mirnes Šišić (12/2), Ieroklis Stoltidis (27/3) - Sturm: Luciano Galletti (24/3), Michalis Konstantinou (10/-), Darko Kovačević (28/17), Konstantinos Mitroglou (12/4), Leonel Núñez (19/2) - Trainer: José Segura |